# 日下怜奈
日下 怜奈（くさか れいな、1995年4月14日 - ）は、日本のフリーアナウンサー、吉本興業所属。元北海道放送（HBC）アナウンサー。

## 経歴・人物
身長162.8cm。趣味はドライブ、バイク。好きな食べ物は焼肉。愛車はホンダ・レブル250。
札幌光星高等学校、明治学院大学法学部政治学科卒業。大学在学中は体育会サッカー部のマネージャーをしていた。「ミス明治学院2016」にて準グランプリに選ばれる。
2018年入社。8月20日のHBCラジオ『気分上昇ワイド ナルミッツ!!!』にて初鳴き。
2023年6月30日付でHBCを退職することを自身のInstagramで発表した。
同年7月3日、吉本興業とマネジメント契約を締結したことを発表すると共に、2024年4月より慶應義塾大学大学院に進学している。
吉本興業所属後は、イベントMCやBSよしもとの番組出演などのほか、芸人を招くトークライブ「日下怜奈情実発注ライブ」を主催している。

## 北海道放送時代の出演番組

### テレビ
- いまなにしてる?（2019年7月4日 - 2021年9月30日）[9]
- オールスター感謝祭'22春（TBSテレビ・2022年3月26日） ※番組内企画「東京ドイツ村ミニマラソン」に田村友里（中国放送アナウンサー）、豊福海央（あいテレビアナウンサー）と共にランナーとして出演[10]。
- ブラキタ[11]（2020年7月25日 - 2023年3月25日）
- 今日ドキッ!（2019年1月 - 2023年6月）※中継レポーター
- HBCニュース
- 吉田類 北海道ぶらり街めぐり
- ジンギス談!（2020年12月5日 - 2023年7月2日） ※アシスタント
- THE TIME,（TBSテレビ・2021年10月1日 - ）※堀内大輝と共に北海道担当中継レポーターを担当

### ラジオ
- After Beat〜アフタービート〜（月曜16:00-17:30・2020年3月30日 - 2022年3月21日）※アシスタント

## 吉本興業時代の出演番組

### ネット
- 日本一早い賞レース 100×100（吉本興業YouTubeチャンネル） - MC[12]

### ドラマ
- めぐる未来 第1話（2024年1月18日、読売テレビ・日本テレビ） - キャスター 役